# Orthocentrus decoratus
Orthocentrus decoratus är en stekelart som beskrevs av Henry Keith Townes, Jr. 1945. Orthocentrus decoratus ingår i släktet Orthocentrus och familjen brokparasitsteklar. Inga underarter finns listade i Catalogue of Life.